# Грађанска религија
Грађанска религија или цивилна религија у најширем смислу означава »истинско прихватање универзалне и трансцендентне реалности« као саставног дела живог политичког искуства заједнице. Религија која испуњава политички живот не припада ни једној званичној конфесији, али је заснована на хришћанским начелима. Она није римокатоличка, нити протестантска, ни по доктрини ни по функцијама. Грађанска религија прихвата основне постулате хришћанства и евоцира његове митове, али их симболички уобличава и употребљава према захтевима традиције и државноправног устројства.
Појам грађанска религија први пут је употребио Жан Жак Русо у осмој глави свог дела „Друштвени уговор“. Основна начела грађанске религије у идеално уређеној грађанској заједници били би: поштовање Бога, веровање у праведност његовог суда, награда врлине и кажњавање порока, истицање верске толеранције. То су општи религијски принципи који морају бити основа грађанских вредности и веровања, да би се изградила праведна заједница једнаких људи.

## Грађанска религија и друштво
Грађанска религија је карактеристична за друштва плуралистичке демократије, али се у најчистијем виду препознаје у САД и уопште у земљама у којима је протестантизам доминантни облик званичне вероисповести. Смисао грађанске религије имала су и друштва античког полиса и Римског царства, у којима су богови давали путоказе и образлагали смисао политичких подухвата заједнице. Могуће је наћи облике грађанске религиозности и у покушајима француских револуционарних првака да, у жестокој борби против самовлашћа и ауторитета Цркве, подаре трансцендентне вредности револуционарној политици. Међутим, нови култови (Култ Разума, Култ Врховног бића) нису били довољно инкорпорирани у свест нације, па су њихов значај и емоционално зрачење остали само покушај да се конституише нови, ванконфесионални, национални и политички тип религиозности.
Као изразити пример издвајају се САД које обухватају различите народе и конфесије. Са доминантном улогом протестаната, католика и Јевреја, нађен је »заједнички именитељ« за конституисање јединственог система веровања у дифузној културној и религијској средини. Зато се религијска симболика позајмљује подједнако из Старог и Новог завета, што значи да се ослања на основна веровања која у најширем могућем дијапазону инспиришу хришћанску доктрину. У друштву у коме постоји подвојеност између цркве и државе, а које дозвољава слободу вероисповести, религијско опредељење је лична, приватна ствар појединца. Зато у равни политичког живота, нарочито у домену симболичког говора и радњи, као и у оквиру најзначајнијих државних аката, позивање на религијске митове обезбеђује религијски легитимитет политичкој заједници. Политичка заједница се тумачи као »одабрана« и она задржава тај статус у било ком политичком тренутку. Религијска симболика је нарочито уочљива у ритуалним радњама, као што су инаугурација председника, политичке светковине и сл. Национални празници би се могли назвати ритуалним календаром грађанске религије.

## Однос грађанске и политичке религије
Грађанска религија се често тумачи и као антипод политичке религије, тј. као елеменат културне и политичке традиције демократских друштава, насупрот вештачком производу тоталитаризма и ауторитарних режима. Основна карактеристика политичке религије је њено поништавање улоге званичних религија и њихових институција. Она је, насупрот цивилној супституцији, благонаклона према религијској активности, јер се заснива на сакрализацији чисто политичког материјала. Она има тоталитарну природу, јер се њено дејство распростире на свим нивоима личног, културног, моралног и политичког живота политичке заједнице. Политичка религија је карактеристична за режиме у којима је колектив изнад појединца, а нормативна идеологија има примат у односу на слободу избора мишљења и веровања. Појава политичке религије везује се за нове режиме у процесу успостављања, где власт, најчешће ослоњена на харизматичног вођу или чврсту партију, путем агресивне идеологије посеже за провереним методама митологизације политичких вредности. Она се ослања на чврсту политичку доктрину коју операционализује и усађује у свест народа путем нових симбола и ритуала потпуно одсечених од традиционалног и културног језгра нације.
Насупрот политичкој, грађанска религија није у сукобу са званичним религијским институцијама и изражава солидарност са њима, представљајући израз складног преплитања религијских веровања са националним идеалима и политичким циљевима. Дакле, грађанска религија испуњава секуларне форме религијском садржином, док политичка религија секуларну садржину заодева у религијску форму. Политичке религије су зато кратког века, јер зависе од трајања режима који их ствара, немајући дубоку емоционалну укорењеност у колективној психи. Радикалан рез са традицијом, који ауторитарни а нарочито тоталитарни режими желе да остваре, један је од основних разлога релативно краткорочног дејства и слабог емоционалног зрачења политичке религије. Нарочито карактеристични облици политичке религије су везани за совјетски систем после револуције и за његове државе–сателите, као и за нацизам. Покушај да се успостави политичка религија је могуће наћи и за време Француске револуције. Међутим, будући да је заснована на демократским принципима и плурализму политичких пројеката, револуција је политичку религиозност покушавала да оствари само док је трајала, и она је брзо прерасла у неку врсту грађанске религије.
Раздвајање појмова грађанске и политичке религије не значи да један тип религиозности искључује други, нити да се у разним фазама развоја политичке заједнице оне не могу мешати и комбиновати. Оне у неким специфичним случајевима имају додирних тачака, које се откривају на основу тога како те различите типове религиозности користи одређени режим.